# 過労死ライン
過労死ライン（かろうしライン）とは、日本において、健康障害リスクが高まるとする時間外労働時間を指す言葉。労働災害認定で労働と過労死・過労自殺との因果関係判定に用いられる。

## 判断基準
発症前2か月間ないし6か月間にわたって、1か月当たりおおむね80時間を超える時間外労働（1日8時間勤務で1か月の労働日を20日として月160時間の労働とする。1日4時間の時間外労働をして、1日12時間勤務が続く状態。又は労働日の20日各2時間の時間外労働と、1日10時間勤務で4日の法定外休日出勤という1日10時間勤務が続く状態、1ヶ月の総労働時間が240時間）が認められる場合。
あるいは、発症前1か月間におおむね100時間（1日8時間勤務で1か月の労働日を20日とすると。1日5時間の時間外労働をして、1日13時間勤務が続く状態。又は労働日の20日各2時間50分の時間外労働と、1日10時間50分勤務で4日の法定外休日出勤という1日10時間50分勤務が続く状態、1ヶ月の総労働時間が260時間）を超える時間外労働が認められる場合をいう。
その他、発症前1か月間ないし6か月間にわたって、1か月当たりおおむね45時間（1日8時間勤務で1か月の労働日を20日とすると。1日2時間15分の時間外労働をして、1日10時間15分勤務が続く状態。又は労働日の20日各32分30秒の時間外労働と、1日8時間32分30秒勤務で4日の法定外休日出勤という1日8時間32分30秒勤務が続く状態、1ヶ月の総労働時間が205時間）を超えて時間外労働時間が長くなるほど、業務と発症との関連性が徐々に強まると評価できる。

## 通達
『脳血管疾患及び虚血性心疾患等（負傷に起因するものを除く。）の認定基準について』（平成13年12月12日付け基発第1063号厚生労働省労働基準局長通達）による。
同通達は
- （1）発症前1か月間ないし6か月間にわたって、1か月当たりおおむね45時間を超える時間外労働が認められない場合は、業務と発症との関連性が弱いが、おおむね45時間を超えて時間外労働時間が長くなるほど、業務と発症との関連性が徐々に強まると評価できること
- （2）発症前1か月間におおむね100時間又は発症前2か月間ないし6か月間にわたって、1か月当たりおおむね80時間を超える時間外労働が認められる場合は、業務と発症との関連性が強いと評価できる

とした。
『心理的負荷による精神障害の認定基準について』（平成23年12月26日付け基発1226第1号厚生労働省労働基準局長通達）による。
同通達は
「業務による心理的負荷評価表」
- （1）「特別な出来事」
  - 心理的負荷の総合評価を｢強」とするもの
    - 極度の長時間労働：発病直前の１か月におおむね160時間を超えるような、又はこれに満たない期間にこれと同程度の（例えば3週間におおむね120時間以上の）時間外労働を行った（休憩時間は少ないが手待時間が多い場合等、労働密度が特に低い場合を除く）
- （2）「特別な出来事」に該当する出来事がない場合
  - 2.恒常的長時間労働が認められる場合の総合評価
  - 1.具体的出来事の心理的負荷の強度が労働時間を加味せずに「中」程度と評価される場合であって、出来事の後に恒常的な長時間労働（月100時間程度となる時間外労働）が認められる場合には、総合評価は「強」とする。
  - 2.具体的出来事の心理的負荷の強度が労働時間を加味せずに「中」程度と評価される場合であって、出来事の前に恒常的な長時間労働（月100時間程度となる時間外労働）が認められ、出来事後すぐに（出来事後おおむね10日以内に）発病に至っている場合、又は、出来事後すぐに発病には至っていないが事後対応に多大な労力を費しその後発病した場合、総合評価は「強」とする。
  - 3.具体的出来事の心理的負荷の強度が、労働時間を加味せずに「弱」程度と評価される場合であって、出来事の前及び後にそれぞれ恒常的な長時間労働（月100時間程度となる時間外労働）が認められる場合には、総合評価は「強」とする。

とした。

## 社会保障
公共職業安定所における雇用保険給付手続きにおいて以下の条件を満たす場合は自己都合退職ではなく会社都合退職として特定受給資格者となる。
- 2.「解雇」等により離職した者
  - (5) 離職の直前6か月間のうちに[1]いずれか連続する3か月で45時間、[2]いずれか1か月で100時間、又は[3]いずれか連続する2か月以上の期間の時間外労働を平均して1か月で80時間を超える時間外労働が行われたため離職した者。事業主が危険若しくは健康障害の生ずるおそれがある旨を行政機関から指摘されたにもかかわらず、事業所において当該危険若しくは健康障害を防止するために必要な措置を講じなかったため離職した者。

通常は離職の日以前2年間に、被保険者期間（雇用保険の被保険者であった期間のうち、離職日から1か月ごとに区切っていた期間に賃金支払いの基礎となった日数が11日以上ある月を1か月と計算）が通算して12か月以上あることが必要な所、特定受給資格者又は特定理由離職者は、離職の日以前1年間に、被保険者期間が通算して6か月以上ある場合でも可となる。離職票の提出と求職の申込みを行った日（受給資格決定日）から通算して7日間の待期期間経過後は3か月間の給付制限期間無しで基本手当が支給される。基本手当の所定給付日数が自己都合退職より多くなる。

## 過労死等防止重点業種・職種
過労死等の防止のための対策に関する大綱では、かつて5つの重点業種・職種として、IT産業、医療に並び教職員が掲げられていた。2015年度版「教員勤務実態調査（速報値）」では、過労死ラインに相当する週60時間以上勤務の教員は中学校で約6割、小学校で約3割に上り、中学校では運動部や吹奏楽部の顧問である影響が大きいと報道された。
2022年度文部科学省の教員勤務実態調査では、国が残業の上限として示している月45時間を超えるとみられる教員が、中学校で77.1％、小学校では64.5％で依然として長時間勤務が常態化しており、文部科学省は教員の処遇の改善や働き方改革を進めるとしている。一方で、労働者全体では、2024年版過労死防止対策白書によると、国内の月末１週間の就業時間が40時間以上である雇用者においては、その就業時間が60時間以上である雇用者の割合については平成15年をピークで減少傾向にあり令和5年は8.4％の割合に過ぎない。